# District de Jerablus
District de Jerablus (en arabe : منطقة جرابلس, manṭiqat Ğarāblus) est un district du Gouvernorat d'Alep au nord de la Syrie, sur sa frontière avec la Turquie. La capitale administrative est la ville de Jerablus.
Selon le recensement de 2004, le district avait une population de 58,889 habitants. La composition ethnique est faite d'Arabes et de Kurdes,,. La ville de Jerablus avait une minorité arménienne jusqu'au début des années 1970 quand la majorité d'entre eux migrèrent à Alep.
L'Euphrate passe la frontière Turco-syrienne à Jerablus.

## Sous-districts
Le district de Jerablus est subdivisé en deux sous-districts ou nawāḥī (selon le recensement de la population en 2004) :
| Code     | Nom              | Superficie | Population | Centre    |
| -------- | ---------------- | ---------- | ---------- | --------- |
| SY020800 | Jerablus Nahiya  | 316,52 km2 | 41,575     | Jerablus  |
| SY020801 | Ghandoura Nahiya | 290,95 km2 | 17,314     | Ghandoura |